# Демократична Республіка Конго на літніх Олімпійських іграх 2024
Демократичну Республіка Конго на літніх Олімпійських іграх 2024 представляли шість спортсменів у чотирьох видах спорту.